# Iannis Xenakis
Iannis Xenakis (Ιάννης Ξενάκης) (født 29. maj 1922, død 4. februar 2001) var en græsk-fransk komponist. Han blev født i Brăila, Rumænien af græske forældre og døde i Paris.
Xenakis har været en foregangsmand inden for klangdyrkende musik skabt blandt andet ved hjælp af computerprogrammer. 

## Værker (uddrag)
- Metastasis 1954
- Kor- og orkesterværket Nekuia 1982